# Brenoux
Brenoux est une commune française, située dans le centre du département de la Lozère en région Occitanie.
Exposée à un climat de montagne, elle est drainée par la Nize et par divers autres petits cours d'eau. Incluse dans les Cévennes, la commune possède un patrimoine naturel remarquable : un site Natura 2000 (le « Valdonnez ») et trois zones naturelles d'intérêt écologique, faunistique et floristique.
Brenoux est une commune rurale qui compte 388 habitants en 2022, après avoir connu une forte hausse de la population depuis 1975.  Elle fait partie de l'aire d'attraction de Mende. Ses habitants sont appelés les Brenoussiens ou  Brenoussiennes.
Si la commune se nomme Brenoux comme la localité du même nom, la population vit principalement dans le village mitoyen de Langlade.

## Géographie

### Localisation
Brenoux est basée dans le Valdonnez, au pied du mont Mimat.
Les communes limitrophes sont  Lanuéjols, Mende, Saint-Bauzile et Saint-Étienne-du-Valdonnez.
|               | Mende                      |           |
| Saint-Bauzile | Brenoux                    | Lanuéjols |
|               | Saint-Étienne-du-Valdonnez |           |

### Climat
Pour des articles plus généraux, voir Climat de l'Occitanie et Climat de la Lozère.
En 2010, le climat de la commune est de type climat des marges montargnardes, selon une étude s'appuyant sur une série de données couvrant la période 1971-2000. En 2020, Météo-France publie une typologie des climats de la France métropolitaine dans laquelle la commune est exposée à un climat de montagne ou de marges de montagne et est dans la région climatique Sud-est du Massif Central, caractérisée par une pluviométrie annuelle de 1 000 à 1 500 mm, minimale en été, maximale en automne.
Pour la période 1971-2000, la température annuelle moyenne est de 9,7 °C, avec une amplitude thermique annuelle de 16,2 °C. Le cumul annuel moyen de précipitations est de 1 086 mm, avec 9,7 jours de précipitations en janvier et 5,7 jours en juillet. Pour la période 1991-2020, la température moyenne annuelle observée sur la station météorologique la plus proche, située sur la commune de Mende à 5 km à vol d'oiseau, est de 10,7 °C et le cumul annuel moyen de précipitations est de 846,1 mm,. Pour l'avenir, les paramètres climatiques de la commune estimés pour 2050 selon différents scénarios d'émission de gaz à effet de serre sont consultables sur un site dédié publié par Météo-France en novembre 2022.

### Milieux naturels et biodiversité

#### Espaces protégés
La protection réglementaire est le mode d’intervention le plus fort pour préserver des espaces naturels remarquables et leur biodiversité associée,.
Dans ce cadre, la commune fait partie de l'aire d'adhésion du Parc national des Cévennes. Ce  parc national, créé en 1967, est un territoire de moyenne montagne formé de cinq entités géographiques : le massif de l'Aigoual, le causse Méjean avec les gorges du Tarn et de la Jonte, le mont Lozère, les vallées cévenoles ainsi que le piémont cévenol.
La commune fait également partie de la zone de transition des Cévennes, un territoire d'une superficie de 116 032 ha reconnu réserve de biosphère par l'UNESCO en 1985 pour la mosaïque de milieux naturels qui la composent et qui abritent une biodiversité exceptionnelle, avec 2 400 espèces animales, 2 300 espèces de plantes à fleurs et de fougères, auxquelles s’ajoutent d’innombrables mousses, lichens, champignons,.
Un  autre espace protégé est présent sur la commune : 
le « Bougès », une réserve biologique dirigée, d'une superficie de 377,4 ha.

#### Réseau Natura 2000

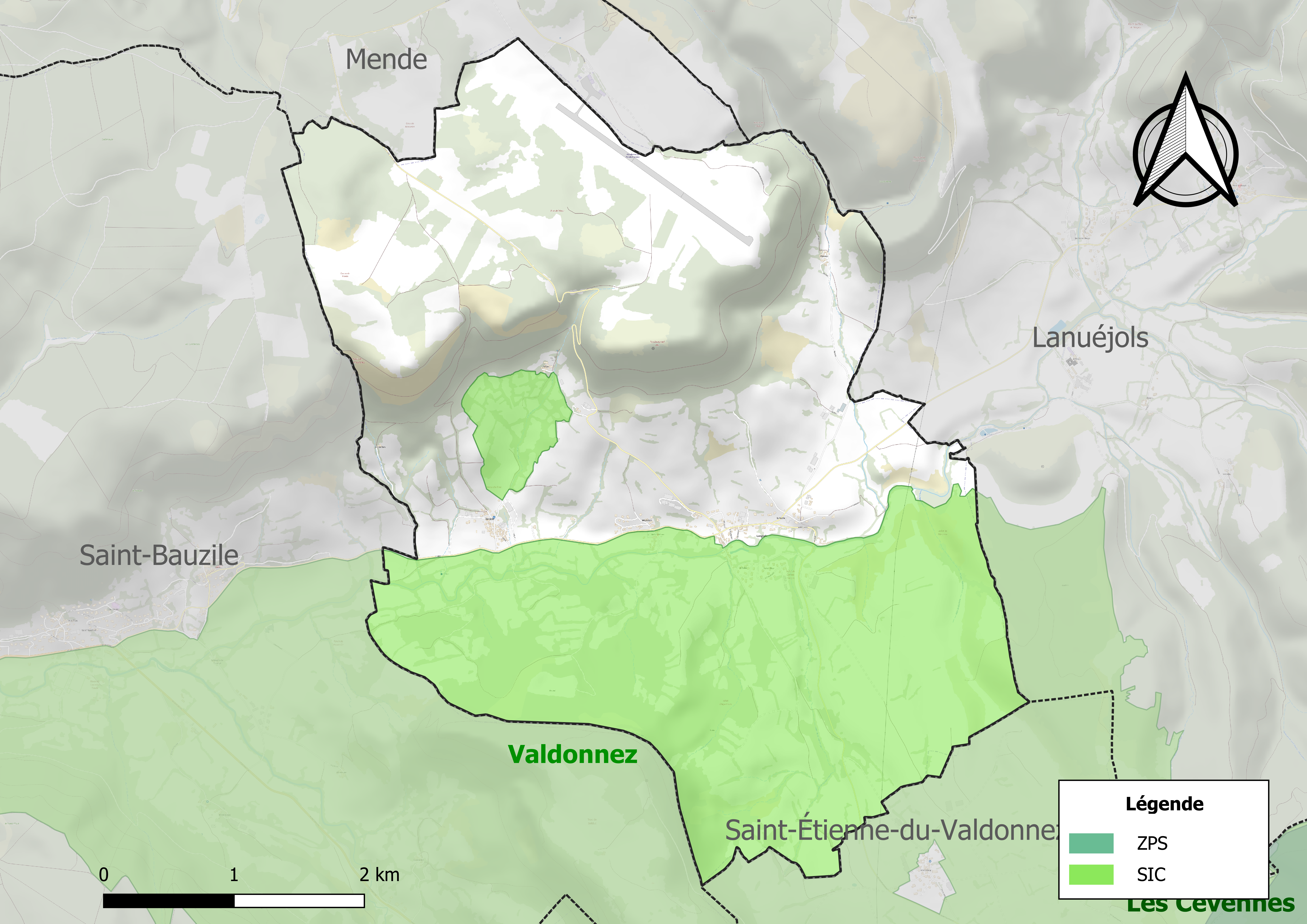
Site Natura 2000 sur le territoire communal.

Le réseau Natura 2000 est un réseau écologique européen de sites naturels d'intérêt écologique élaboré à partir des directives habitats et oiseaux, constitué de zones spéciales de conservation (ZSC) et de zones de protection spéciale (ZPS).
Un site Natura 2000 a été défini sur la commune au titre de la directive habitats : le « Valdonnez », d'une superficie de 5 000 ha, présentant une grande diversité d'habitats naturels propices à la richesse de la faune et de la flore.

#### Zones naturelles d'intérêt écologique, faunistique et floristique
L’inventaire des zones naturelles d'intérêt écologique, faunistique et floristique (ZNIEFF) a pour objectif de réaliser une couverture des zones les plus intéressantes sur le plan écologique, essentiellement dans la perspective d’améliorer la connaissance du patrimoine naturel national et de fournir aux différents décideurs un outil d’aide à la prise en compte de l’environnement dans l’aménagement du territoire.
Deux ZNIEFF de type 1 sont recensées sur la commune :
les « falaises du Truc de Balduc » (548 ha), couvrant 3 communes du département, et 
la « vallée du Bramont en amont de Balsièges » (194 ha), couvrant 3 communes du département
et une ZNIEFF de type 2, : 
les « causses de Marvejols et de Mende » (18 190 ha), couvrant 24 communes du département.

Cartes des ZNIEFF de type 1 et 2 à Brenoux.
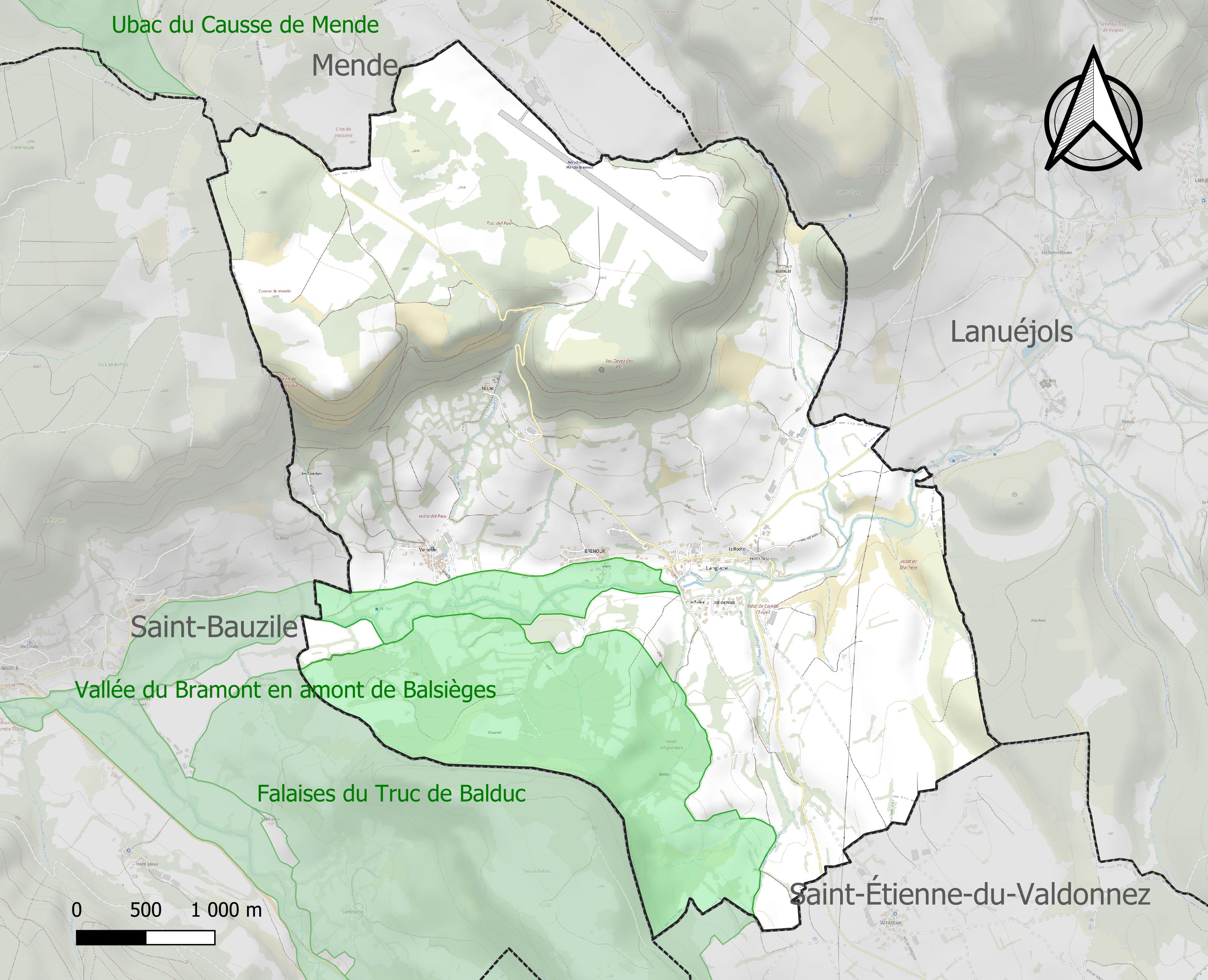
Carte des ZNIEFF de type 1 sur la commune.
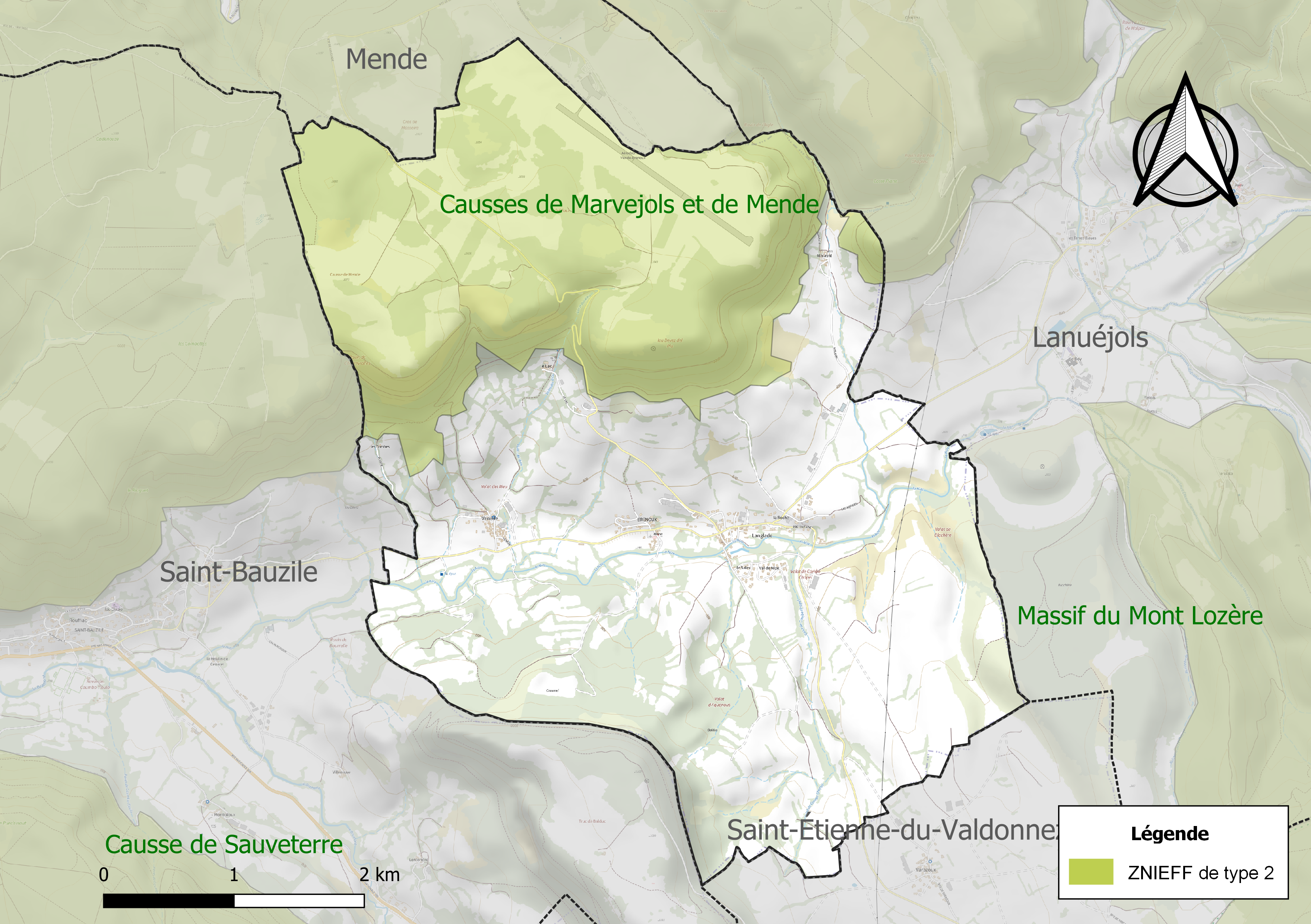
Carte de la ZNIEFF de type 2 sur la commune.

## Urbanisme

### Typologie
Au 1er janvier 2024, Brenoux est catégorisée commune rurale à habitat dispersé, selon la nouvelle grille communale de densité à sept niveaux définie par l'Insee en 2022.
Elle est située hors unité urbaine. Par ailleurs la commune fait partie de l'aire d'attraction de Mende, dont elle est une commune de la couronne,. Cette aire, qui regroupe 31 communes, est catégorisée dans les aires de moins de 50 000 habitants,.

### Occupation des sols
L'occupation des sols de la commune, telle qu'elle ressort de la base de données européenne d’occupation biophysique des sols Corine Land Cover (CLC), est marquée par l'importance des territoires agricoles (67,8 % en 2018), en augmentation par rapport à 1990 (56,2 %). La répartition détaillée en 2018 est la suivante : 
zones agricoles hétérogènes (39,4 %), prairies (28,3 %), forêts (24,2 %), milieux à végétation arbustive et/ou herbacée (5,3 %), zones industrielles ou commerciales et réseaux de communication (2,7 %). L'évolution de l’occupation des sols de la commune et de ses infrastructures peut être observée sur les différentes représentations cartographiques du territoire : la carte de Cassini (XVIIIe siècle), la carte d'état-major (1820-1866) et les cartes ou photos aériennes de l'IGN pour la période actuelle (1950 à aujourd'hui).

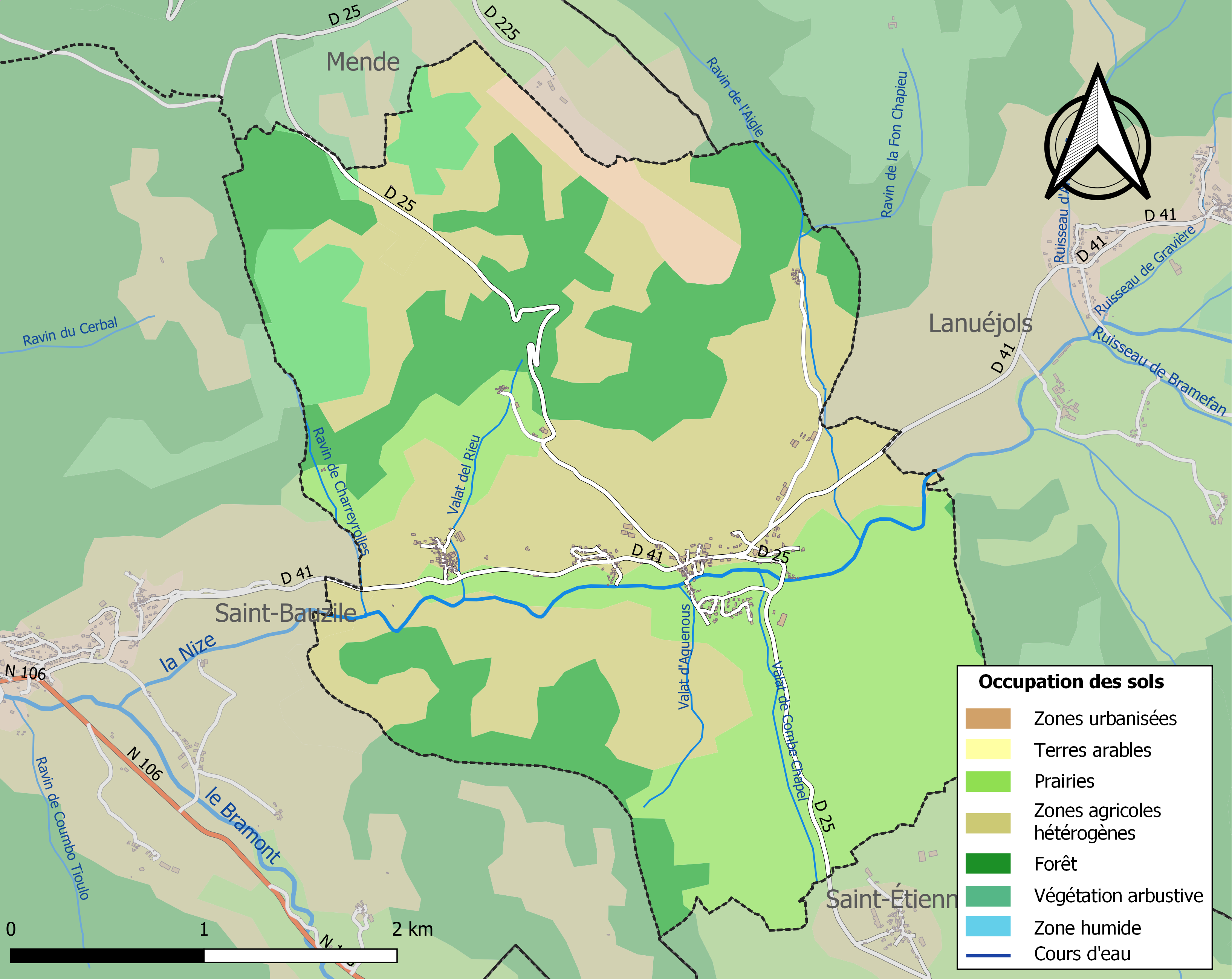
Carte des infrastructures et de l'occupation des sols de la commune en 2018 (CLC).

### Hameaux et lieux-dits
La commune est composée de deux villages : Langlade, le plus peuplé, et Brenoux, le plus petit des deux villages, mais qui détient quand même le statut de chef-lieu de la commune.

### Risques majeurs
Le territoire de la commune de Brenoux est vulnérable à différents aléas naturels : météorologiques (tempête, orage, neige, grand froid, canicule ou sécheresse), inondations, feux de forêts, mouvements de terrains et séisme (sismicité faible). Un site publié par le BRGM permet d'évaluer simplement et rapidement les risques d'un bien localisé soit par son adresse soit par le numéro de sa parcelle.
Certaines parties du territoire communal sont susceptibles d’être affectées par le risque d’inondation par débordement de cours d'eau, notamment la Nize. La commune a été reconnue en état de catastrophe naturelle au titre des dommages causés par les inondations et coulées de boue survenues en 1982, 1994 et 2003,.
Brenoux est exposée au risque de feu de forêt. Un plan départemental de protection des forêts contre les incendies (PDPFCI) a été approuvé en décembre 2014 pour la période 2014-2023. Les mesures individuelles de prévention contre les incendies sont précisées par divers arrêtés préfectoraux et s’appliquent dans les zones exposées aux incendies de forêt et à moins de 200 mètres de celles-ci. L’arrêté du 23 mars 2018, complété par un arrêté de 2020, réglemente l'emploi du feu en interdisant notamment d’apporter du feu, de fumer et de jeter des mégots de cigarette dans les espaces sensibles et sur les voies qui les traversent sous peine de sanctions. L'arrêté du 23 août 2021, abrogeant un arrêté de 2002, rend le débroussaillement obligatoire, incombant au propriétaire ou ayant droit,,.

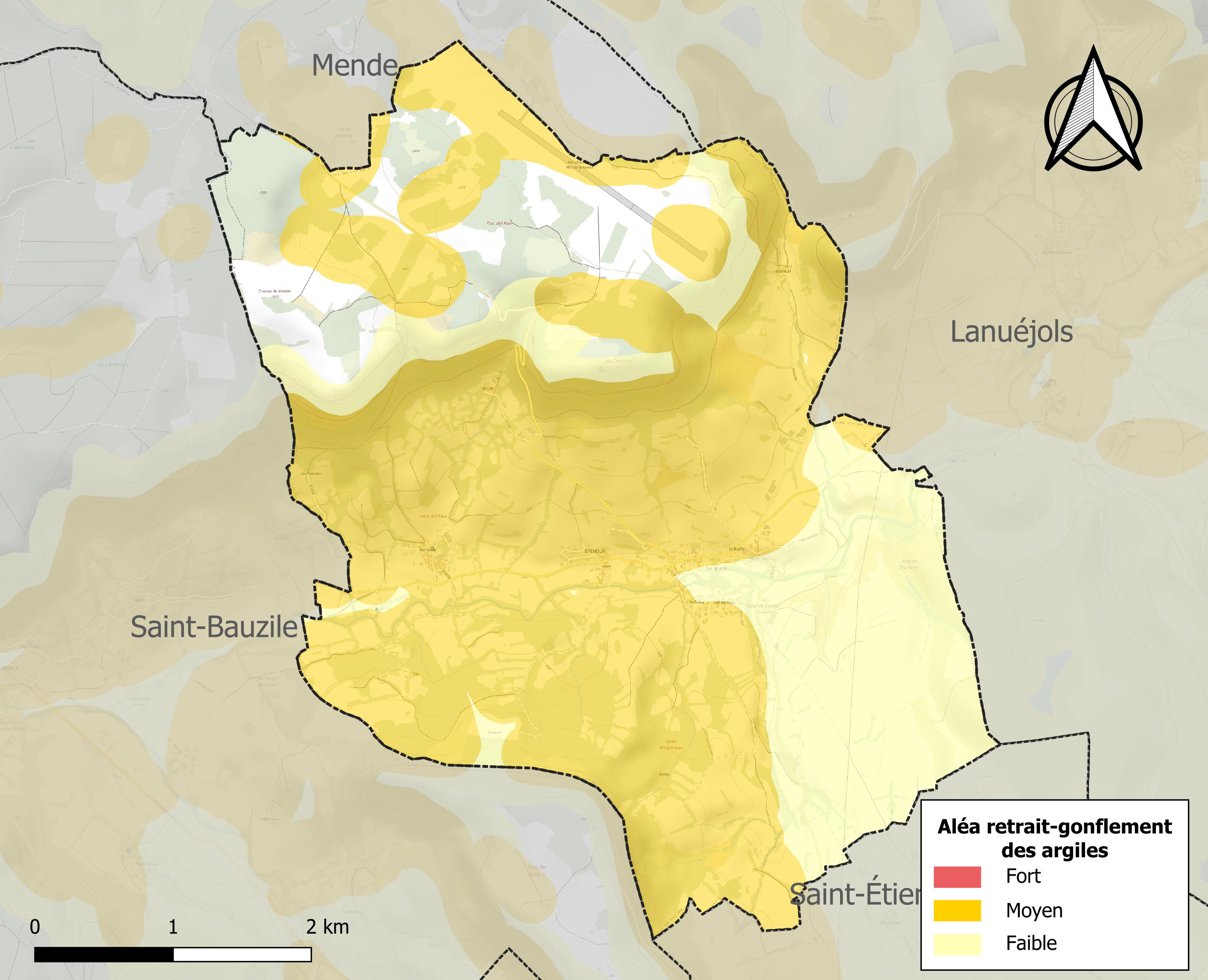
Carte des zones d'aléa retrait-gonflement des sols argileux de Brenoux.

Les mouvements de terrains susceptibles de se produire sur la commune sont des affaissements et effondrements liés aux cavités souterraines (hors mines), des éboulements, chutes de pierres et de blocs, des glissements de terrain et des tassements différentiels. Par ailleurs, afin de mieux appréhender le risque d’affaissement de terrain, l'inventaire national des cavités souterraines permet de localiser celles situées sur la commune.
Le retrait-gonflement des sols argileux est susceptible d'engendrer des dommages importants aux bâtiments en cas d’alternance de périodes de sécheresse et de pluie. 64,7 % de la superficie communale est en aléa moyen ou fort (15,8 % au niveau départemental et 48,5 % au niveau national). Sur les 193 bâtiments dénombrés sur la commune en 2019,  171 sont en aléa moyen ou fort, soit 89 %, à comparer aux 14 % au niveau départemental et 54 % au niveau national. Une cartographie de l'exposition du territoire national au retrait gonflement des sols argileux est disponible sur le site du BRGM,.
Par ailleurs, afin de mieux appréhender le risque d’affaissement de terrain, l'inventaire national des cavités souterraines permet de localiser celles situées sur la commune.

## Histoire
Le nom de Brenoux pourrait signifier venimeux. En effet, une légende raconte qu'au IVe siècle un monstre vivait dans les marécages qui bordaient alors la Nize. Ce monstre, qui effrayait les habitants, était réputé venimeux. Les riverains auraient alors fait appel à un saint ermite qui traversait le pays pour les débarrasser du monstre. Après avoir terrassé la bête, l'ermite aurait fait construire une chapelle sur le lieu de sa victoire. Le village qui se bâtit autour de la chapelle aurait alors pris le nom de Brenoux, soit venimeux en occitan. Une autre hypothèse, moins légendaire, fait dériver Brenoux du mot gaulois Brenna, signifiant marécage.

## Politique et administration

### Découpage territorial
La commune de Brenoux est membre de la communauté de communes Mont Lozère, un établissement public de coopération intercommunale (EPCI) à fiscalité propre créé le 30 novembre 2016 dont le siège est à Mont Lozère et Goulet. Ce dernier est par ailleurs membre d'autres groupements intercommunaux.
Sur le plan administratif, elle est rattachée à l'arrondissement de Mende, à la circonscription administrative de l'État de la Lozère et à la région Occitanie.
Sur le plan électoral, elle dépend du canton de Saint-Étienne-du-Valdonnez pour l'élection des conseillers départementaux, depuis le redécoupage cantonal de 2014 entré en vigueur en 2015, et de la circonscription de la Lozère  pour les élections législatives, depuis le dernier découpage électoral de 2010.

### Liste des maires
| Période | Période  | Identité              | Étiquette | Qualité |
| ------- | -------- | --------------------- | --------- | ------- |
| 1908    | 1912     | Jean-Baptiste Boiral  |           |         |
| 1912    | 1919     | Jean-Baptiste Malzac  |           |         |
| 1919    | 1934     | Casimir Chaptal       |           |         |
| 1934    | 1953     | Jean-Baptiste Gerbail |           |         |
| 1953    | 1965     | Marius Chaptal        |           |         |
| 1965    | 1977     | René Auriac           |           |         |
| 1974    | 1989     | Raymond Grenier       |           |         |
| 1989    | 2001     | Jean-Jacques Messy    |           |         |
| 2001    | 2008     | Albert Gal            |           |         |
| 2008    | 2014     | André Badaroux        |           |         |
| 2014    | 2020     | Pierrette Bonnet      |           |         |
| 2020    | En cours | Olivier Taurisson     |           |         |

## Population et société

### Démographie
L'évolution du nombre d'habitants est connue à travers les recensements de la population effectués dans la commune depuis 1793. Pour les communes de moins de 10 000 habitants, une enquête de recensement portant sur toute la population est réalisée tous les cinq ans, les populations de référence des années intermédiaires étant quant à elles estimées par interpolation ou extrapolation. Pour la commune, le premier recensement exhaustif entrant dans le cadre du nouveau dispositif a été réalisé en 2005.

En 2022, la commune comptait 388 habitants, en évolution de +2,37 % par rapport à 2016 (Lozère : +0,11 %, France hors Mayotte : +2,11 %).
| 1793 | 1800 | 1806 | 1821 | 1831 | 1836 | 1841 | 1846 | 1851 |
| ---- | ---- | ---- | ---- | ---- | ---- | ---- | ---- | ---- |
| 500  | 435  | 507  | 456  | 447  | 465  | 418  | 442  | 381  |

| 1856 | 1861 | 1866 | 1872 | 1876 | 1881 | 1886 | 1891 | 1896 |
| ---- | ---- | ---- | ---- | ---- | ---- | ---- | ---- | ---- |
| 430  | 403  | 367  | 338  | 309  | 313  | 321  | 347  | 311  |

| 1901 | 1906 | 1911 | 1921 | 1926 | 1931 | 1936 | 1946 | 1954 |
| ---- | ---- | ---- | ---- | ---- | ---- | ---- | ---- | ---- |
| 321  | 313  | 286  | 251  | 268  | 268  | 224  | 211  | 191  |

| 1962 | 1968 | 1975 | 1982 | 1990 | 1999 | 2005 | 2006 | 2010 |
| ---- | ---- | ---- | ---- | ---- | ---- | ---- | ---- | ---- |
| 186  | 173  | 148  | 173  | 260  | 304  | 277  | 284  | 361  |

| 2015 | 2020 | 2022 | - | - | - | - | - | - |
| ---- | ---- | ---- | - | - | - | - | - | - |
| 378  | 389  | 388  | - | - | - | - | - | - |

### Manifestations et festivités
Le Foyer rural de Langlade/Brenoux est une association ouverte à tous qui veut créée du lien social sur la commune. Elle organise de nombreuses animations tout au long de l'année :
- La fête du village (fête de Langlade) qui se déroule toujours le premier week-end du mois de juillet, au pré de la tour, là où se dressait jadis le manoir de Langlade. Elle est généralement accompagnée d'un concert. Parmi la programmation, on peut citer : Regg'Lyss, le Maximum Kouette ou encore Semtazone.
- "Rencontres au jardin" : le dernier week-end du mois d'août.
- Mais aussi : bal du mois, festival de l'accordéon, spectacle de noël, concours de belote, Festival Contes et Rencontres, spectacle de théâtre, fête de la musique, balade "en chemin j'ai rencontré", carnets de voyage, vivons la nature près de chez nous, soirée dansante...
- Ateliers culturels et sportifs : club des petits malins, club des jeunes, atelier du savoir-faire, danse régionale, théâtre, collectif de danse, musique (guitare et accordéon), botanique, tennis de table, peinture libre...
L'association édite aussi un journal "ça bouge dans le Valdo" sur les animations culturelles, environnementales, sociales et sportives du Valdonnez (vallée comprenant cinq communes : Brenoux, Saint-Bauzile, Saint-Etienne-du-Valdonnez, Lanuéjols et Balsièges).

## Économie

### Revenus
En 2018, la commune compte 158 ménages fiscaux, regroupant 403 personnes. La médiane du revenu disponible par unité de consommation est de 20 980 € (20 420 € dans le département).

### Emploi
|                | 2008  | 2013  | 2018  |
| -------------- | ----- | ----- | ----- |
| Commune        | 4 %   | 2,4 % | 5,8 % |
| Département    | 5 %   | 6,4 % | 7,1 % |
| France entière | 8,3 % | 10 %  | 10 %  |

En 2018, la population âgée de 15 à 64 ans s'élève à 239 personnes, parmi lesquelles on compte 83,9 % d'actifs (78,1 % ayant un emploi et 5,8 % de chômeurs) et 16,1 % d'inactifs,. Depuis 2008, le taux de chômage communal (au sens du recensement) des 15-64 ans est inférieur à celui de la France et du département.
La commune fait partie de la couronne de l'aire d'attraction de Mende, du fait qu'au moins 15 % des actifs travaillent dans le pôle,. Elle compte 31 emplois en 2018, contre 43 en 2013 et 44 en 2008. Le nombre d'actifs ayant un emploi résidant dans la commune est de 187, soit un indicateur de concentration d'emploi de 16,8 % et un taux d'activité parmi les 15 ans ou plus de 66,8 %.
Sur ces 187 actifs de 15 ans ou plus ayant un emploi, 18 travaillent dans la commune, soit 10 % des habitants. Pour se rendre au travail, 92,6 % des habitants utilisent un véhicule personnel ou de fonction à quatre roues, 2,1 % les transports en commun, 3,7 % s'y rendent en deux-roues, à vélo ou à pied et 1,6 % n'ont pas besoin de transport (travail au domicile).

### Activités
La commune possède sur son territoire, l'aérodrome de Mende - Brenoux. Ce dernier est cependant géré par la Chambre de commerce et d'industrie de la Lozère. C'est là qu'a été tournée la séquence finale du film La Grande Vadrouille.

## Culture locale et patrimoine

### Lieux et monuments
- Église Saint-Martin de Brenoux. L'édifice est référencé dans la base Mérimée et à l'Inventaire général Région Occitanie[39]. De nombreux objets sont référencés dans la base Palissy (voir les notices liées)[39].

Manoir dit tour de Langlade
De l'ancien manoir, ou château de Langlade, il ne reste qu'une tour.
Château de Préfontaine
À l'est de Langlade se dressait là aussi un petit château, ravagé par un incendie. Il n'en reste également plus qu'une tour.